# Campaña del Cáucaso
El frente del Cáucaso (en ruso: Кавказский фронт) o Campaña del Cáucaso son los términos utilizados por la historiografía para describir los combates entre el Ejército ruso y el Ejército otomano en el ámbito de la Primera Guerra Mundial en la región del Cáucaso, territorio que tanto el Imperio ruso (miembro de los Aliados) como el Imperio otomano (miembro de las Potencias Centrales) deseaban controlar de cara a la posguerra. En la historiografía rusa es típicamente considerada como un escenario diferente de la Gran Guerra, mientras que las fuentes occidentales tienden a verla como una más de las campañas del escenario del frente oriental o del de Oriente Próximo.
El frente abarcaba desde el Cáucaso hasta la Anatolia Oriental e Irán, alcanzando tan lejos como Trebisonda, Bitlis, Muş y Van en el oeste, y Tabriz en el este. La guerra terrestre fue acompañada por ataques de la Armada rusa en la zona del mar Negro del Imperio otomano.
El avance ruso en el frente del Cáucaso se detuvo en 1917 debido a la Revolución rusa, y las fuerzas rusas de la línea del frente fueron reemplazadas por las tropas de la recién surgida República Democrática de Armenia, que incluían Unidades de Voluntarios Armenios y Unidades irregulares armenias, y de la República Democrática de Georgia. Junto con Alemania, el Imperio otomano firmó el Tratado de Brest-Litovsk con Rusia, reconociendo formalmente el control otomano de Ardahan, Kars y Batum. La subsiguiente breve guerra entre el Imperio otomano, por un lado, y la República Democrática de Armenia y la República Democrática de Georgia, por otro, terminó en una derrota para estos últimos y en la firma del Tratado de Batum. Sin embargo, los efectos de este acuerdo fueron anulados pocos meses después, cuando el Imperio otomano aceptó su propia derrota en la Primera Guerra Mundial, firmando el Armisticio de Mudros.

## Declaración de guerra
A pesar de que antes de la Primera Guerra Mundial ya había una alianza previa entre el Imperio alemán, el Imperio austrohúngaro y el Imperio otomano, cuando se declaró la guerra en agosto de 1914 el Imperio otomano permaneció neutral en un primer momento. El 14 de diciembre de 1914, el jeque Ul-Islam proclamó, en nombre del Califato, la Guerra Santa islámica contra el Reino Unido, Francia, Rusia y Montenegro. Es, pues, en esta fecha cuando puede considerarse que se activó el frente del Cáucaso, donde entraban en contacto dos de los contendientes, el Imperio otomano y el Imperio ruso.

## Participantes

Los combates entre rusos y otomanos en el Cáucaso.

### Imperio otomano
Al estallar la guerra en este frente, el principal objetivo del Imperio otomano era recuperar los territorios en la Anatolia oriental  que había perdido a consecuencia de la guerra ruso-turca de 1877-78. Los otomanos desplegaron en la región dos ejércitos, el 2.º Ejército y el 3.er Ejército. Las fuerzas militares otomanas eran muy numerosas (se calcula que las componían entre cien y ciento noventa mil soldados), pero estaban pobremente equipadas, especialmente para las condiciones invernales.

### Imperio ruso
En marzo de 1915 quedaron patentes los objetivos del Imperio ruso en la campaña, cuando el ministro de Asuntos Exteriores ruso Serguéi Sazónov presentó a los embajadores británico, George Buchanan, y francés, Maurice Paléologue, la petición de que se reconocieran sus últimas demandas territoriales para el final de la guerra, que eran la posesión de la ciudad de Constantinopla, los estrechos del Bósforo y los Dardanelos junto con el mar de Mármara, el sur de Tracia hasta la línea Enós-Midia, así como partes de la costa meridional del mar Negro y en Anatolia, entre el Bósforo, el río Sakarya y puntos indeterminados cerca de la bahía de Esmirna. El régimen zarista ruso planeaba reemplazar a la población musulmana del norte de Anatolia y de Estambul con gentes más fiables para él, como los colonizadores cosacos. Estos documentos fueron posteriormente publicados por el periódico ruso Izvestia en febrero de 1917, con el objetivo de ganarse el apoyo del público armenio para la Revolución rusa.
El ejército ruso destacado en el Cáucaso estaba formado al comienzo por unos cien mil hombres bajo el mando nominal del gobernador general del Cáucaso, Illarion Vorontsov-Dashkov. Sin embargo, el mando real lo ejercía el jefe de Estado Mayor, el general Nikolái Yudénich, uno de los más exitosos generales rusos de la Primera Guerra Mundial. Debido a las derrotas sufridas por los rusos en los inicios del conflicto a manos de los alemanes en las batallas de Tannenberg y de los Lagos Masurianos, los rusos trasladaron casi la mitad de sus fuerzas al frente oriental, dejando así menos de sesenta mil hombres para enfrentarse a un posible ataque del ejército otomano.

### Armenia
Ya antes de la guerra se habían efectuado intentos para atraer a los armenios al proceso de colonización rusa de la región. Después de la conquista rusa de Transcaucasia en los años 1820, el conde Paskevich, que había dirigido la campaña rusa, «distribuyó generosamente tierras a 124 000 armenios que habían emigrado desde Persia y Turquía». En los años 1890, durante los hechos conocidos como las Masacres hamidianas, otra oleada de armenios llegó desde el Imperio otomano y se asentó en Transcaucasia.
En octubre y noviembre de 1917, los regimientos regulares rusos desertaron masivamente de la línea del frente con motivo de la Revolución rusa. En esta situación, se reorganizó, en diciembre de 1917, un cuerpo de Unidades Voluntarias Armenias al mando del general Tovmas Nazarbekian, con Drastamat Kanayan (conocido como “General Dro”) como comisario civil. La línea del frente tenía tres sectores principales, bajo el mando de Movses Silikyan, Andranik Ozanian y Mijáil Arechian. Otra unidad regular estaba mandada por el coronel Korganian. Había destacamentos guerrilleros partisanos armenios (más de cuarenta mil hombres) acompañando esas unidades principales. La línea desde Van a Erzincan se organizó con estas unidades. Se menciona que Andranik Ozanian tenía ciento cincuenta mil hombres en los cerca de cuatrocientos kilómetros de frontera (en una zona de alta montaña, con puertos muy localizados). En 1918, el Dashnak (Movimiento Nacional de Liberación Armenio) proclamó la República Democrática de Armenia mediante el Congreso Armenio de los Armenios Orientales (unificado del Concilio Nacional Armenio) con la disolución de la República Federativa Democrática de Transcaucasia. Tovmas Nazargekian se convirtió en el comandante en jefe de todo el Estado armenio, mientras que Andranik Ozanian tomó el mando de la zona de guerra en el interior del Imperio otomano.

### Imperio británico
En 1917, los Aliados decidieron enviar una misión militar de apoyo a este sector, que se puso al mando de Lionel Dunsterville. La fuerza aliada (conocida como Dunsterforce, por el nombre de su comandante) estaba compuesta por unos mil hombres; se trataba de tropas de élite formadas por australianos, británicos, canadienses y neozelandeses, apoyados por algunos carros blindados. Esta unidad colaboró con unos tres mil hombres de las tropas rusas revolucionarias (el Ejército Rojo) para evitar que se estableciera una Transcaucasia independiente, así como para apoyar a la Dictadura del Caspio Central.

## Campaña de 1914
En comparación con sus aliados, el generalato otomano y su organización demostraron ser negligentes en estos primeros compases de la lucha. Sin embargo, el frente del Cáucaso tuvo el efecto de distraer recursos a los rusos, detrayendo fuerzas de los frentes en Polonia y la Galitzia y dando así la oportunidad a las Potencias Centrales de alcanzar la victoria en el frente oriental, incluso si los otomanos resultaban perdedores en el Cáucaso. Los alemanes proporcionaron los recursos solicitados por los turcos, y el 3.er Ejército turco fue utilizado como carne de cañón para conseguir esa distracción. En 1914, el ministro otomano de Guerra, Enver Pasha, que mandaba al 3.er Ejército, quiso rodear a los ejércitos rusos entre Sarikamis y Ardahan.

### Batalla de Sarikamis

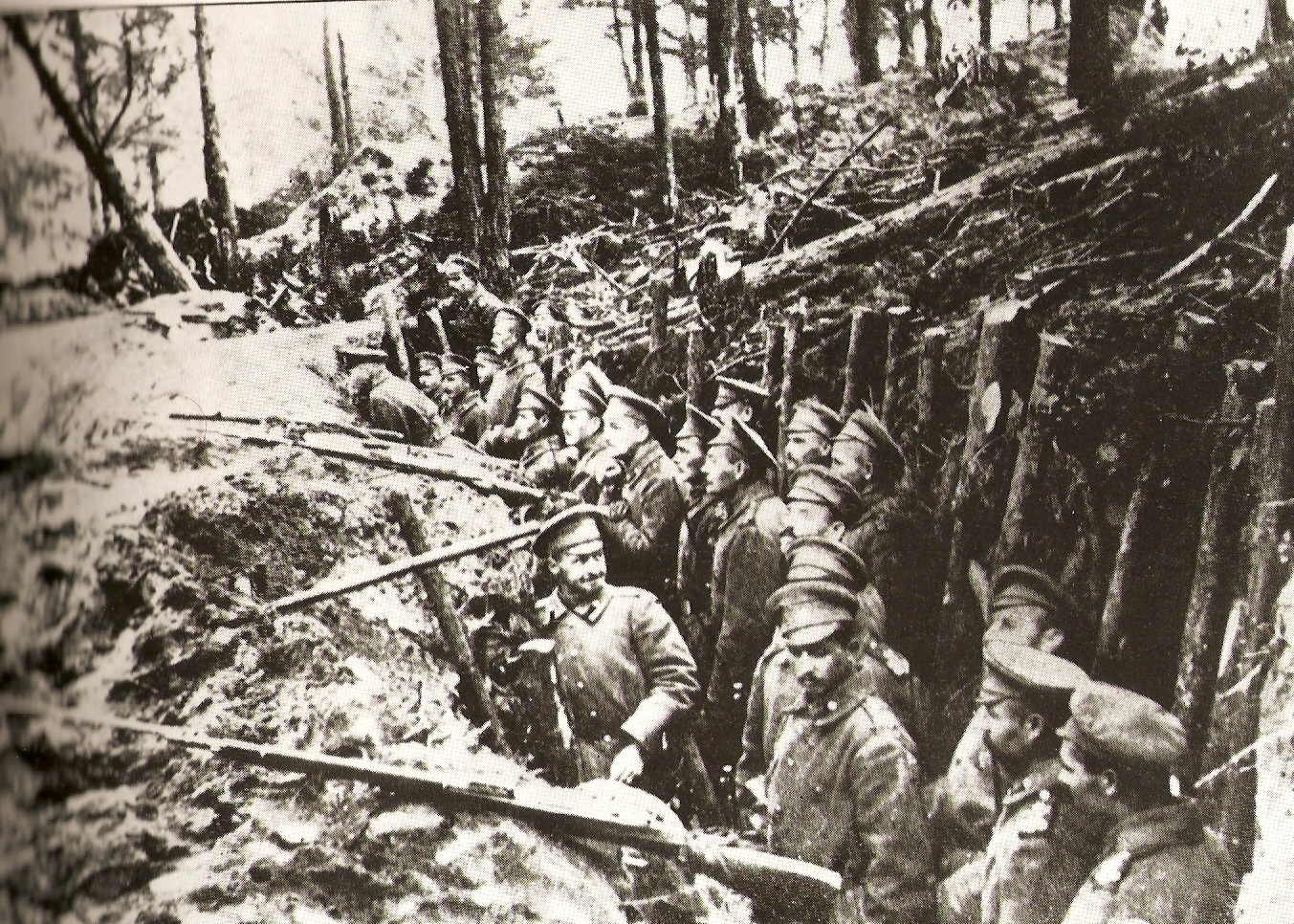
Trincheras rusas en el bosque de Sarikamis.

Los rusos fueron los primeros en atravesar la frontera, tomando las ciudades de Bayazid y la Köprüköy. Al mismo tiempo, el 3.er Ejército turco de Enver recibió la orden de avanzar hacia Kars, disponiendo de sus bases de retaguardia en Erzurum, a casi 100 km de distancia de la frontera y a casi 1000 del ferrocarril que le comunicaba con Constantinopla. El plan de Enver era el de llevar a cabo un movimiento envolvente para atrapar en una bolsa o cerco al Ejército ruso en Sarikamis, lo que pensaba que podría lograrlo hasta el 25 de diciembre como máximo. Así, su ala izquierda avanzó hasta Ardahan, unos 100 km más allá de Sarikamis.
Para oponerse al avance del 3.er Ejército turco, el gobernador Illarion Vorontsov-Dashkov planeó replegar al Ejército ruso del Cáucaso hacia Kars. Nikolái Yudénich desdeñó los deseos de Vorontsov, manteniendo sus posiciones en Sarikamis. El ala izquierda del 3.er Ejército turco, por su parte, alcanzó Ardahan el 1 de enero de 1915. La misión militar alemana destacada junto a Enver Pasha, sin embargo, no estaba de acuerdo en lanzar un ataque en ese territorio en ese momento, ya que pensaba que el ejército alemán podría dar mejor apoyo a lo largo de la primavera y verano. Enver asumió personalmente el mando del 3.er Ejército y ordenó la batalla contra las tropas rusas. La batalla de Sarikamis,  que se libró entre el 29 de diciembre de 1914 y el 4 de enero de 1915, fue una sonada derrota para el 3.er Ejército otomano. Sólo el 10 % de dicho Ejército consiguió retirarse a las posiciones iniciales. Las bajas sufridas por los otomanos se cifran entre setenta y cinco y noventa mil hombres. Enver, tras el fracaso, dejó el mando del 3.er Ejército.

### Avance turco hacia Tabriz
Una pequeña fuerza otomana avanzó igualmente en diciembre de 1914 desde Van hacia el interior de Persia. Dicha fuerza encontró poca oposición, ocupando brevemente Tabriz. El avance obedecía a la esperanza de que se lograse provocar una sublevación de los kurdos. Tanto rusos como británicos apostaron fuerzas en el norte de Persia para repeler a las unidades otomanas, que retrocedieron hasta su frontera después de la derrota sufrida por el 3.er Ejército turco en Sarikamis.

## Campaña de 1915
En febrero de 1915, el general Yudénich fue alabado por la victoria conseguida y ascendido para que ostentase el mando de todas las tropas rusas desplegadas en el Cáucaso. Los Aliados solicitaron de Rusia un ataque en el frente oriental que aliviase la presión que los alemanes ejercían contra ellos en el frente occidental, a lo que Rusia respondió solicitando a su vez a los Aliados que colaborasen aliviando la presión que ellos mismos sufrían en el Cáucaso con un ataque naval (ver también guerra en el Mar Negro). Como respuesta a esta última petición, las operaciones en los Dardanelos (batalla de Galípoli), con un posible avance en dirección a la capital otomana, ayudaron a las fuerzas rusas en este frente durante 1915.
Los objetivos perseguidos por el Imperio ruso en esta campaña eran limitados, ya que se contentaban con avanzar desde Kars hacia el sur, hacia el lago Van, para asegurar la línea de comunicaciones en Persia. Por otra parte, el gobernador Illarion Vorontsov-Dashkov, con la aprobación de Sergey Sazonov, ministro de Asuntos Exteriores ruso, planeaba provocar la insurrección de los armenios de la zona, de religión cristiana, mayoritarios en la región pese a que la política de rusificación en el Cáucaso había hecho que muchos turcos huidos de dicha zona se asentasen en la región de Van.
Por otra parte, Enver pensaba que la derrota sufrida en la batalla de Sakiramis se había debido al ataque sufrido en dicha batalla por parte de unidades de origen armenio que combatían en el Ejército ruso, las cuales estaban parcialmente formadas por ciudadanos turcos de origen armenio. Por eso, durante el invierno las tropas del 3.er Ejército turco empezaron a saquear los pueblos armenios de la región y a matar a miembros de la minoría armenia. Se planteaba de este modo el inicio del llamado Genocidio armenio.

### Resistencia de Van

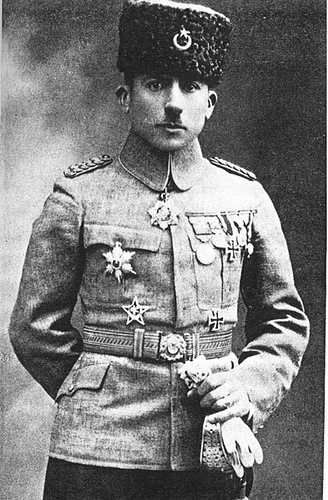
Rafael de Nogales Méndez, un oficial venezolano que servía en el Ejército otomano, luchó en el asedio de Van y dio una descripción detallada del sitio y de las atrocidades que le siguieron en su libro Cuatro años bajo la Media Luna.

El 16 de abril, el administrador turco de la región de Van ordenó la ejecución de cinco líderes nacionalistas armenios, tras tener noticia del avance del Ejército ruso del general Nikolái Yudénich hacia la zona.
El 20 de abril se iniciaron luchas en la ciudad de Van (la llamada Resistencia de Van) cuando una mujer armenia quiso intentar entrar en la ciudad, ayudada por algunos armenios, mientras que unos soldados otomanos lo impidieron, disparando sobre el grupo, con el resultado de varios muertos. Los armenios organizaron grupos armados para proteger a los casi treinta mil residentes y quince mil refugiados en un área de cerca de 1 km² en el barrio armenio y el barrio de Aigestán, con un total de unos mil quinientos hombres, a los que se le proporcionaron trescientos rifles, mil pistolas y algunas armas antiguas. El conflicto duró hasta que el general Yudénich llegó al lugar.
Por su parte, el general Nikolái Yudénich inició la ofensiva dentro de territorio turco, dirigiéndose hacia el lago Van en la Armenia Otomana, con una brigada de cosacos del Transbaikal bajo el mando del general Trukhin y algunos voluntarios armenios para liberar a los armenios sitiados en Van.
El día 16 hubo un bombardeo de 46 disparos como señal para que se retirasen las unidades otomanas. Al día siguiente, los armenios se habían apoderado de todo el lugar. Poco después, una avanzadilla del ejército ruso, consistente en voluntarios armenios, llegó al lugar, seguida de los soldados regulares rusos. El general Yudénich llegó a Van, recibiendo las llaves de la ciudad y de su ciudadela, y confirmó al Gobierno Provisional Armenio en el ejercicio de las funciones administrativas, con Aram Manougian como gobernador. Los Fedayee, voluntarios armenios, entregaron finalmente la ciudad de Van a los rusos en mayo de 1915.
Una vez asegurado el dominio ruso de Van, la lucha se trasladó hacia el este durante el resto del verano.

### La ley de Tehcir y el Genocidio armenio
Durante la ofensiva rusa en Armenia, Talat Pasha, el ministro del Interior del Imperio otomano, ordenó el 25 de mayo de 1915 una deportación forzada de todos los armenios que residiesen en la cercanía de los frentes de batalla, en dirección hacia el sur, en los términos de la ley de Tehcir, hacia Siria y Mosul. Talat Pasha afirmó que los armenios de la región se iban a organizar bajo el liderazgo de los rusos y a rebelar contra el gobierno turco. El 30 de mayo, el Consejo de Ministros turco convalidó dicho decreto. Por supuesto, los armenios de Van y de otros puntos que estaban bajo la ocupación rusa se libraron de esta deportación. Los cálculos sobre el número de afectados difieren, pero un estudio neutral indicaría que en el proceso de la deportación murieron alrededor de un millón de armenios, de los 1,3 a 2,1 millones de armenios que se calcula que vivían en el Imperio otomano. Leslie Davis, cónsul de Estados Unidos en Erzurum, sorprendido por los escasos armenios de sexo masculino que vio en Kharput, uno de los controles de tránsito establecidos por los turcos, dedujo que habían sido asesinados por el camino, añadiendo:

Los turcos ya han elegido a las muchachas y a los chicos más hermosos de todos. Los utilizarán como esclavos, si no es que los usan para fines mucho más infames.

Por otro lado, el estado interno del Imperio otomano, un país atrasado incapaz de proveer a sus propias tropas en el campo de batalla, contribuyó a intensificar los efectos de la deportación, elevando aún más el número de muertos.

### Toma de Malazgirt
Pocos días después, ya en julio, las tropas rusas tomaron Malazgirt. En ese momento, el general Yudénich, comandante en jefe de los rusos, creía que las fuerzas otomanas en la zona eran débiles, sólo formadas por tres o cuatro divisiones. En realidad, Pasha Abdul Kerim, el comandante otomano, tenía ocho divisiones aprovisionadas y reforzadas. El general ruso al mando del frente de avance, Oganovski, estuvo lento a la hora de aprovechar la situación, ya que no salió de Van hasta julio.
Todavía en julio, los rusos de Oganovski lanzaron una ofensiva en las montañas occidentales de Malazgirt. Sin embargo, habían subestimado los efectivos turcos, con lo que fueron sorprendidos por una gran fuerza turca que contraatacó. Los rusos se retiraron, abandonando Van. 

### Cambios en el mando ruso
El 24 de septiembre, el gran duque Nicolás, que había sido destituido como comandante en jefe del Ejército Ruso, fue puesto al mando de todas las fuerzas rusas del Cáucaso. No obstante, Nicolás dejó la dirección de la guerra en manos del general Yudénich. En cualquier caso, el frente se mantuvo tranquilo desde octubre hasta finales de 1915.

## Campaña de 1916
El invierno no es el tiempo usual para actividades militares en esa parte del mundo. El frío atroz y los caminos en pésimo estado habían contribuido enormemente a la aniquilación del 3.er Ejército de Enver Pasha el año anterior, con temperaturas que habían alcanzado los –31 °C, pero el general ruso Yudénich vio esto como una oportunidad de tomar por sorpresa a los otomanos.

### Batalla de Koprukoy
A principios de enero de 1916, el ejército ruso dejó, desapercibido para el turco, los cuarteles de invierno y marchó hacia Erzurum, la mayor fortaleza otomana. Los mandos otomanos no esperaban que el enemigo los acometiese durante el invierno. El embate ruso se centró en las unidades otomanas del XI Cuerpo de Ejército (las divisiones  18.ª, 33.ª y 34.ª), al que el mando otomano envió las escasas reservas con las que contaba en el sector y algunos regimientos del IX Cuerpo. Pese a ello, el 14 de enero las unidades rusas ya habían quebrado la línea enemiga y durante los tres días siguientes tomaron las defensas de Köprüköy; el 18 se acercaban a Hasankale, a medio camino de Erzurum. En tan solo una semana de combates, la situación otomana se tornó desesperada.
En estos primeros combates de la campaña invernal de 1916, los otomanos sufrieron unas diez mil bajas entre muertos y heridos. Otros cuarenta mil, batidos por los rusos, se refugiaron en la fortaleza de Erzurum, objetivo de la ofensiva enemiga. Otros cinco mil otomanos cayeron prisioneros de los rusos y una cantidad similar desertó. El grueso de las pérdidas las sufrió el XI Cuerpo de Ejército, cuya dotación quedó reducida en un 70 %.

### Batalla de Erzurum
Mientras que el ejército ruso y sus cañones pesados continuaban marchando en dirección a Erzurum, una segunda división otomana fue aniquilada en el pueblo de Tafta el 14 de febrero por otra fuerza rusa que atacó inesperadamente desde el norte. El comandante otomano de Erzurum, Kerim Pachá, que no estaba preparado para un asedio o que perdió los nervios, en vez de defender el fuerte, retiró el ejército el día 15. Los rusos entraron en Erzurum sin más oposición el 16 de febrero. Los rusos se apoderaron de trescientos veintisiete cañones, casi toda la artillería otomana de la fortaleza, hicieron cinco mil prisioneros e infligieron otras diez mil bajas al enemigo. El grueso de las bajas las sufrió el X Cuerpo de Ejército, aunque la 34.ª División del XI Cuerpo también fue aniquilada. El cuartel general del 3.er Ejército otomano se trasladó a Erzincan, con instalaciones bastante peores que las perdidas en Erzurum.
Tras la toma de Erzurum, el ejército del Cáucaso del general Yudénich se movió en dos direcciones: una parte fue hacia el norte y conquistó la antigua ciudad de Trebisonda en abril, mientras que el resto avanzó en dirección a Mush-Bitlis.

### Batalla de Bitlis en febrero
Mientras Nikolái Nikoláyevich Yudénich (el gran duque Nicolás) se hallaba en el norte presionando al 3.er Ejército turco, el 2.º Ejército turco estaba en el sur enfrentándose a la insurgencia y a una parte del ejército ruso al mando del general Tovmas Nazarbekian, así como al destacamento de Unidades Voluntarias Armenias mandadas por Andranik Toros Ozanian. Estas unidades empujaron al 2.º Ejército hacia el interior de Anatolia, apoderándose de Muş en la batalla de Bitlis y machacando al desmoralizado ejército otomano antes de dicha acción. En Bitlis se encontraba el último bastión de defensa del ejército otomano para intentar evitar un movimiento ruso en dirección a la Anatolia central y a Mesopotamia. Después de su captura, el ejército otomano solicitó a Mustafá Kemal que organizase la defensa de la región. Cuando Mustafá Kemal fue nombrado para el puesto, las fuerzas enemigas estaban en constante avance.
El único punto favorable para los otomanos fue la reconquista por parte del general Mustafá Kemal de Mush y Bitlis en agosto de 1916. Sin embargo, los rusos expulsaron nuevamente a las tropas de Kemal de dichas plazas. La lucha alrededor de la orilla occidental del lago Van continuó durante el verano, pero sin dar resultados concluyentes.

### Batalla de Trebisonda
El ejército del Cáucaso del general Yudénich conquistó la antigua ciudad de Trebisonda en abril. Al ejército otomano, puesto bajo el mando de un nuevo jefe, Vehip Pachá, se le ordenó reconquistarla. Se organizó una fuerza militar, que fue enviada avanzando a lo largo de la costa en junio de 1916, pero los rusos dificultaron el avance, ya que en ese momento la Armada rusa dominaba el mar Negro. El general Yudénich desbarató el ataque otomano con una nueva ofensiva en dirección a Erzincan (véase la batalla de Erzincan) que comenzó el 2 de julio. El 25 de julio los rusos se apoderaron de Erzincan, detuvieron la ofensiva enemiga contra Trebisonda y los turcos intentaron estabilizar la línea del frente al este de Erzincan. En la serie de batallas de la campaña de julio, los rusos hicieron unos diecisiete mil prisioneros e infligieron un número parecido de bajas a los otomanos.
En agosto, los otomanos emprendieron una contraofensiva desde el sector sur del frente con las unidades del 2.º Ejército, llegado desde el oeste para reforzar al 3.º. El 2.º Ejército contaba con abundantes fuerzas: el III Cuerpo de Ejército con las divisiones 1.ª, 7.ª, 14.ª y 53.ª, el II Cuerpo con las divisiones 11.ª y 12.ª, el IV Cuerpo con las divisiones 47.ª y 48.ª y el XVI Cuerpo con las divisiones 5.ª y 8.ª. La 3.ª División de Caballería Regular y cinco batallones de artillería pesada completaban la unidad.

## Campaña de 1917
Las circunstancias de otros frentes y las políticas hicieron que durante 1917 no tuviesen lugar combates destacados en el Cáucaso. Así, la atención del Imperio otomano se centró en Mesopotamia, donde tropas del Ejército británico ascendían por el Éufrates desde Kuwait, o en Palestina, donde tropas británicas y árabes avanzaban hacia el norte. Por su parte, el Imperio ruso se centró en la situación en el frente oriental.
En cualquier caso, los rusos habían hecho planes para un renovado ataque contra las posiciones turcas en 1917, pero el caos que causó la Revolución rusa impuso una detención de todas las operaciones militares. El nuevo gobierno destituyó al gran duque Nicolás del mando y trasladó al general Yudénich a cargos sin importancia en el Asia Central (con lo que éste optó por retirarse del ejército). Los turcos, bajo la gran presión que sufrían por parte de los británicos en Palestina y Mesopotamia, retiraron la mayoría de sus fuerzas y las enviaron hacia el sur. Durante el resto de 1917, el ejército ruso se fue desintegrando lentamente, hasta que dejó de ser una fuerza militar efectiva.

## Campaña de 1918
En la campaña de 1918 se reemprendieron las operaciones por parte del Ejército turco, a pesar de que los bolcheviques ya habían aceptado, desde principios de año, la firma de un tratado de paz, el Tratado de Brest-Litovsk.
El 12 de febrero las tropas turcas tomaban Erzincan, el 24 de febrero Trebisonda y el 12 de marzo Erzerum.
Sin embargo, en este caso el enemigo de las tropas turcas ya no era el Ejército ruso ni su sucesor el Ejército Rojo, sino las tropas de los nuevos Estados surgidos en el Cáucaso tras el hundimiento del zarismo: la República Democrática de Georgia y la República Democrática de Armenia, sucesoras de la efímera Federación de Transcaucasia.

### Tratado de Brest-Litovsk
El Gran Visir Talat Pasha firmó el 3 de marzo de 1918 el Tratado de Brest-Litovsk en nombre del Imperio otomano con la RSFS de Rusia, en el que se estipulaba que los bolcheviques rusos cedían los Óblast de Batum y Kars con Ardahan al Imperio otomano (se trataba de todos los territorios arrebatados al Imperio otomano durante la guerra ruso-turca de 1877-1878). El Tratado estipulaba igualmente que la Federación de Transcaucasia se convertiría en un nuevo Estado independiente. Esta efímera federación se partió en tres repúblicas diferentes en mayo de ese mismo año: la República Democrática de Georgia, la República Democrática de Armenia y la República Democrática de Azerbaiyán. El 5 de abril, Akakii Chkhenli, jefe de la delegación transcaucásica, aceptó el tratado como base de negociación y contactó con los gobiernos a los que representaba, urgiéndoles a aprobar esta posición. El ambiente que prevalecía en Tiflis era muy diferente: había gran determinación en rehusar las cesiones territoriales efectuadas por los bolcheviques en el Cáucaso. Esto unió al bloque formado por armenios y georgianos para la declaración conjunta del estado de guerra entre ellos y el Imperio otomano.

### Batalla de Sardarapat
Después de haberse mantenido durante un año en la inactividad, el 3.er Ejército otomano finalmente inició en abril de 1918 la ofensiva en el frente del Cáucaso. La única resistencia que encontraron a su avance fue una milicia en la República Democrática de Armenia muy débilmente organizada. Utilizando así en la lucha a muy pocas tropas, el Ejército turco conquistó Ardahan y Van el 7 de abril, Batumi y Kars a la semana siguiente. A principios de mayo de 1918, los turcos prosiguieron el avance, atacando a la recientemente proclamada República Democrática de Armenia. El conflicto desembocó en mayo en las batallas de Sardarapat, Kara Kilisse y Bash Abaran. Aunque los armenios se las arreglaron para infligir pérdidas a los otomanos en la batalla de Sardarapat, el ejército otomano salió victorioso, dispersando al ejército armenio.

### Tratado de Batum
La República de Armenia se vio obligada a firmar el Tratado de Batum en junio de 1918. Sin embargo, a lo largo del verano de 1918, los armenios de las montañas del Alto Karabaj, acaudillados por Andranik Toros Ozanian, proclamaron la República de las Montañas de Armenia y resistieron los avances del 3.er Ejército otomano. En agosto, establecieron un gobierno independiente en Shusha, que por entonces era el centro administrativo de la región.
Las tropas otomanas respondieron al desafío del general Andranik y se lanzaron en su búsqueda por las montañas de Karabaj y Zangezur. En octubre, un destacamento de cinco mil soldados del 3.er Ejército localizó a Andrianik en Shusha. Se entabló un duro combate, pero sin resultados decisivos. La Milicia Armenia, bajo el mando de Andranik, causó un elevado número de bajas al destacamento otomano, que intentaba avanzar en dirección del río Varanda. El combate entre los turcos y los armenios duró hasta el Armisticio de Mudros. Después del armisticio, el Imperio otomano comenzó con la retirada de sus fuerzas militares, por lo que las tropas armenias al mando de Andranik ocuparon Nagorno-Karabaj. El armisticio de Mudros permitió al general Adrianik crear una base para la siguiente fase de expansión hacia los territorios del este desde el estratégico corredor que se extiende dentro de Nakhichevan.

### Batalla de Bakú

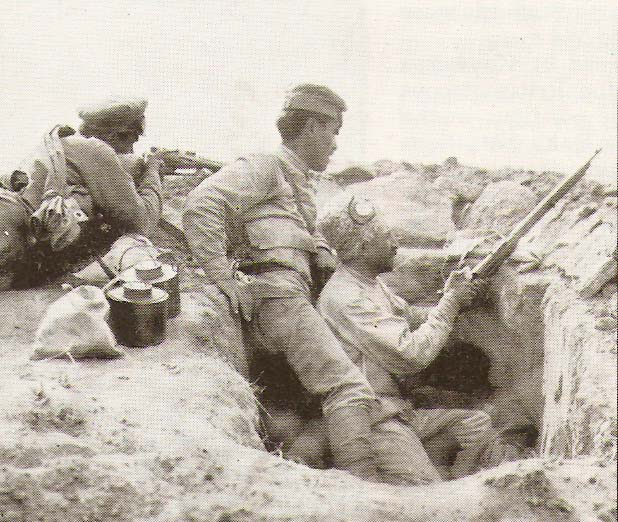
Soldados armenios durante la batalla de Bakú.

Enver Pasha consiguió el objetivo que perseguía, que no era otro que la recuperación de los territorios perdidos 40 años antes, objetivo logrado gracias a la firma del Tratado de Brest-Litovsk. Con los éxitos obtenidos esos últimos meses por las tropas bajo su mando (aunque ciertamente alcanzados con escasa oposición real), realimentó el sueño del nacionalismo panturco, que pretendía la dominación turca del Asia Central, con lo que ordenó se constituyera un nuevo ejército denominado Ejército del Islam. Este ejército, de entre catorce y quince mil hombres, estaba compuesto en su totalidad por musulmanes, la mayoría de ellos de lengua turca. En julio, mandó al recién formado Ejército del Islam que avanzase en dirección a la Dictadura del Caspio Central, fijándole el objetivo de tomar la ciudad de Bakú, en el mar Caspio. Esta nueva ofensiva se hizo con una fuerte oposición de los alemanes, quienes consideraban todo el sur de Rusia como su conquista por derecho y coto privado para su disfrute, según las cláusulas del Tratado de Brest-Litovsk, y que consideraban que poco habían ayudado los turcos en este frente.
Sintiendo preocupación ante la posibilidad de una invasión de su territorio por parte de las tropas turcas, la República Democrática de Georgia solicitó apoyo militar al Imperio alemán para hacer frente a dicha eventualidad. Los alemanes, esperando que ello sirviese de advertencia para el Imperio otomano y le disuadiera de apoderarse de nuevos territorios, enviaron una fuerza militar de apoyo a Georgia, al mando del general Friedrich Freiherr Kress von Kressenstein. Por otra parte, hay que recordar que la alianza del Imperio otomano con Alemania había sido impuesta por la necesidad, ya que Alemania no quería a Turquía como aliada, por lo que el sector alemán opuesto a la alianza con Turquía impuso en esta ocasión sus puntos de vista.
El Ejército del Islam de Enver tomó nota de la situación, por lo que actuó en consecuencia evitando penetrar en Georgia y, en cambio, se dirigió hacia la República Democrática de Azerbaiyán. Llegaron tan lejos como a la ciudad de Bakú, a orillas del mar Caspio. Fueron, pues, los soldados del Ejército del Islam quienes expulsaron en septiembre de 1918 a los soldados del Ejército británico que ocupaban dicha ciudad (la Dunsterforce) tras derrotarlos en la batalla de Bakú.

### Armisticio de Mudros
Con la firma del Armisticio de Mudros, el 30 de octubre de 1918, se dio por concluida la campaña del Cáucaso. De acuerdo con las cláusulas estipuladas en el Tratado, el Imperio otomano, a pesar de haber resultado derrotado en la Campaña de Persia, en la Campaña del Sinaí y Palestina y en la Campaña de Mesopotamia, y de haber perdido extensos territorios en otros lugares, logró recuperar todo el territorio que había perdido frente a los rusos en la Anatolia Oriental, siendo así el único lugar en que salió victorioso en términos de conquistas territoriales.

## Consecuencias
El Imperio otomano había perdido la guerra que mantenía con los Aliados, pero las fronteras en el Cáucaso no fueron modificadas por ello. Con posterioridad al armisticio, se firmó el tratado de paz entre los Aliados y las Potencias Centrales, el Tratado de Versalles, en 1919, existiendo un Tratado distinto y posterior para con el Imperio otomano, el Tratado de Sèvres, firmado el 10 de agosto de 1920.

### Disputas territoriales entre los nuevos Estados
Los nuevos países surgidos de la desaparecida Transcaucasia se enfrentaron rápidamente entre sí por la disputa de algunos territorios de atribución dudosa, con lo que a la Guerra Armenio-Georgiana de 1918 pronto le siguió la guerra armenio-azerí de 1918-1920. Por otra parte, la Guerra de Independencia Turca llevada a cabo por el Movimiento Nacional Turco encabezado por Mustafá Kemal consiguió retener para Turquía la mayor parte del territorio turco en el este de Anatolia tras la firma del Tratado de Alexandropol con Armenia.

### Sovietización del Cáucaso

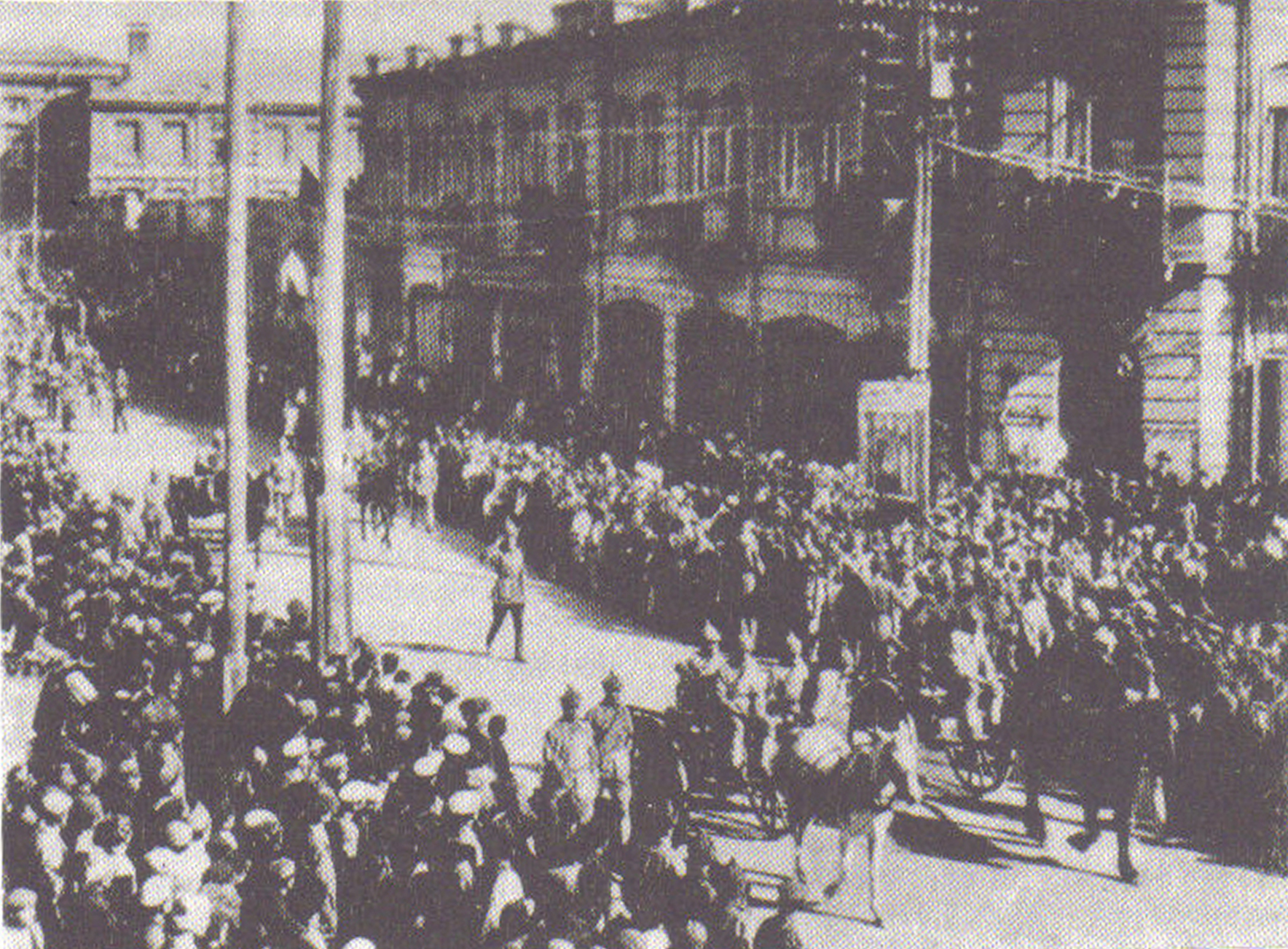
El 11.º Ejército del Ejército Rojo entrando en Ereván en 1920.

A principios de 1920, la República de Azerbaiyán estaba atravesando graves dificultades. En el oeste, los armenios aún ocupaban grandes zonas de territorio azerí; en el este, los comunistas azeríes de la zona se habían rebelado contra el gobierno; y en el norte, el Ejército Rojo ruso se movía hacia el sur habiendo derrotado a las fuerzas del Ejército Blanco del general Denikin. El 27 de abril de 1920, el Gobierno de la República Democrática de Azerbaiyán recibió la noticia de que el ejército soviético estaba a punto de cruzar la frontera norte e invadir la república. Ante tal difícil situación, el Gobierno se rindió oficialmente a los soviéticos, pero muchos generales y milicianos azeríes locales prosiguieron la resistencia al avance de las fuerzas soviéticas, tomándoles algún tiempo a los soviéticos el estabilizar la recientemente proclamada República Socialista Soviética de Azerbaiyán, encabezada por el dirigente azerí bolchevique Nariman Narimanov.
El 4 de diciembre de 1920, el Ejército Rojo entró en Ereván y el Gobierno de la República Democrática de Armenia hizo efectiva su rendición. El 5 de diciembre, el Comité Revolucionario Armenio (Revkom, constituido mayoritariamente por armenios de Azerbaiyán) también entró en la ciudad. Al día siguiente, el 6 de diciembre, la policía política secreta, la Checa de Félix Dzerzhinski, entró también en la ciudad, confirmando la desaparición de la República Democrática de Armenia. Se proclamó la República Socialista Soviética de Armenia, a cuyo frente estaba Aleksandr Miasnikyan.
La ocupación soviética de la República Democrática de Georgia llevó a significativas modificaciones territoriales, de casi un tercio de su territorio. Las provincias de Artvim, Ardahan y parte de Batumi se cedieron a Turquía; Armenia tomó el control de Lorri, y Azerbaiyán obtuvo el distrito de Zaqatala. Una parte de los georgianos emigraron desde los distritos de las zonas montañosas del Cáucaso, que fueron anexionados directamente a la República Socialista Soviética de Rusia.

### Fin definitivo de las hostilidades
El final definitivo de las hostilidades en el Cáucaso no llegó hasta el Tratado de Kars en 1922, firmado por la Unión Soviética, la Gran Asamblea Nacional de Turquía (sucesora del Imperio otomano y que poco después modificó su nombre por el de Turquía, en 1923) y representantes de la República Socialista Soviética de Rusia, la República Socialista Soviética de Armenia, la República Socialista Soviética de Azerbaiyán y la República Socialista Soviética de Georgia (todas ellas integrantes de la Unión Soviética después de la firma del Tratado de Unión en 1921, que siguió al Tratado de Moscú de marzo de 1921). El Tratado de Unión fue firmado en Kars el 23 de octubre de 1921, y ratificado en Ereván el 11 de septiembre de 1922.